# Illes de San Pedro
Les illes de San Pedro són un petit arxipèlag situat al municipi de la Corunya, a Galícia. Es troben al peu del Monte de San Pedro, a la parròquia de Visma.
Són cinc illots pràcticament plans, molt propers entre ells i separats de la costa aproximadament un quilòmetre. Les illes són: Vendaval o Cetárea, Illa do Pé, Aguión, As tres illas i Os Fernandiños.
El conjunt suma una extensió d'unes 15 hectàrees. La seva vegetació és de caràcter herbaci i s'hi distingeixen 14 espècies diferents. És una zona habitual de marisqueig.